# Teodoro de Celles
Teodoro de Celles (Celles, ca. 1166 - Clairlieu, 18 de agosto de 1236) fue un sacerdote y religioso católico belga, canónigo de Lieja y fundador de los Canónigos regulares de la Orden de la Santa Cruz. Es venerado como beato por la Iglesia católica, cuya fiesta celebra el 18 de agosto.

## Biografía
Teodoro de Celles nació hacia el año 1166, en el castillo de Celles, en el seno de una familia noble. Sus padres fueron Wautier, conde de Beaufort, y Oda de Celles. Participó en la Tercera cruzada, acompañando al príncipe-obispo Rodolfo de Zähringen. Visitó Jerusalén en 1189, donde conoció a los Canónigos Regulares del Santo Sepulcro. Al volver a Bélgica decidió retirarse de la vida contemplativa, ingresando a los canónigos de San Lambert en Lieja.
Teodoro de Celles trabajó por la renovación y la reforma de la vida y la regla de los canónigos regulares del capítulo. Luego de un viaje al sur de Francia, donde predicó contra los albigenses, regresó a Lieja y renunció a la canonjía, para llevar una vida más austera.En 1211 hace votos religiosos y funda a los Canónigos regulares de la Orden de la Santa Cruz, viviendo según la regla de san Agustín. El 3 de mayo de 1216, el fundador obtuvo la aprobación de la orden del papa Inocencio III. Murió en Clairlieu en 1236.

## Culto
Teodoro de Celles es venerado como beato en la Iglesia católica, cuya fiesta celebra el 18 de agosto. Su culto es inmemorial, por lo que no ha sido canonizado ni beatificado formalmente, según el proceso actual.